# Ostaustralischer Pinzettfisch
Der Ostaustralische Pinzettfisch (Chelmonops truncatus) ist eine Art aus der Familie der Falterfische.

## Merkmale
Der Ostaustralische Pinzettfisch erreicht eine maximale Länge von 22 Zentimetern.
Der Fisch hat einen silbergrauen, hochrückigen und seitlich abgeflachten Körper, der von fünf dunklen Bändern überzogen wird. Die Flossen und dunklen Bänder auf dem Körper sind oft weinrot gefärbt, was ihnen in manchem Licht ein dunkles, bisweilen rötliches, Aussehen verleiht. Juvenile Tiere haben einen deutlich sichtbaren Augenfleck auf ihrer Rückenflosse, welcher jedoch im Verlauf der Entwicklung zum ausgewachsenen Tier zunehmend verblasst. Der hintere Teil der Rückenflosse ist bei juvenilen Ostaustralischen Pinzettfischen deutlich glatter als bei ausgewachsenen Tieren. Außerdem ist dieser Teil der Rückenflosse bei ausgewachsenen Tieren stärker ausgezogen als bei juvenilen Tieren. Der hintere Rand der weichstrahligen Rücken- und Afterflossen ist bei ausgewachsenen Ostaustralischen Pinzettfischen kantig und fast senkrecht, während diese Flossen bei Jungtieren eher eine runde Form aufweisen. Der Ostaustralische Pinzettfisch unterscheidet sich vom Südaustralischen Pinzettfisch durch seine gestutztere Rückenflosse.

## Verbreitung
Der Ostaustralische Pinzettfisch ist in den Meeren um Südostaustralien endemisch, wo er vom Double Island Point im Süden Queenslands bis zur Jervis Bay in New South Wales vorkommt. An der Süd- und Westküste Australiens wird er durch den sehr ähnlichen Südaustralischen Pinzettfisch (Chelmonops curiosus) ersetzt (vikariierende Arten).

## Vorkommen und Verhalten
Der Ostaustralische Pinzettfisch kommt in Küstenbuchten und Ästuarien vor, wo er sich in Tiefen von 10 bis 70 Metern an tiefgelegenen Felswänden aufhält. Ausgewachsene Tiere leben normalerweise paarweise und verteidigen ihr Revier, während juvenile Tiere häufig einzeln angetroffen werden. Der Ostaustralische Pinzettfisch ernährt sich von kleinen Krustentieren, Würmern und Fadenalgen.

## Nutzung und Gefährdung
Der Ostaustralische Pinzettfisch wird selten im Aquarienhandel angeboten, insbesondere außerhalb Australiens. Dies scheint keine schwerwiegenden Auswirkungen auf die Population zu haben. Die IUCN stuft den Ostaustralischen Pinzettfisch als nicht gefährdet ein.

## Taxonomie
Der Ostaustralische Pinzettfisch wurde zuerst 1859 vom österreichischen Ichthyologen Rudolf Kner formell beschrieben, wobei als Typenfundort Sydney angegeben wurde. Der niederländische Ichthyologist Pieter Bleeker erstellte die Gattung Chelmonops 1876 als monotypische Gattung. Folglich ist der Ostaustralische Pinzettfisch die Typusart der Gattung Chelmonops.